# Петрово (Можайский район)
Петрово — деревня в сельском поселении Клементьевское Можайского района Московской области. До реформы 2006 года относилась к Павлищевскому сельскому округу. Численность постоянного населения по Всероссийской переписи 2010 года — 6 человек.
Деревня расположена на северо-востоке района, у границы с Рузским, примерно в 12 км к северу от Можайска, на правом берегу реки Искона, высота над уровнем моря 190 м. Ближайшие населённые пункты — Бурцево на юго-западе и Пуршево на юге.